# Symphilister hamati
Symphilister hamati är en skalbaggsart som beskrevs av August Reichensperger 1929. Symphilister hamati ingår i släktet Symphilister och familjen stumpbaggar. Inga underarter finns listade i Catalogue of Life.